# Penisa roseata
Penisa roseata là một loài bướm đêm trong họ Noctuidae.